# Litti Chokha
Litti Chokha, es una comida originada en el estado indio de Bihar. Este plato se suele servir como desayuno o cena. Litti también puede servir como un refrigerio por la noche cuando se combina con una bebida como café o té. El plato tiene su origen en el reino de Magadh. Es una comida completa por sí misma que proporciona mucha nutrición y predominantemente una comida reconfortante de las zonas rurales y urbanas. Los littis son bolas de harina de trigo que se rellenan con sattu o harina de garbanzos tostada y se hornean sobre carbón o leña, hasta que la corteza superior esté dura. Luego se rocía con ghee de vaca y se sirve con chokha, hecho de papa hervida, tomate asado o berenjena a la parrilla, con la adición de aceite de mostaza y especias. Litti Chokha es vendido por vendedores ambulantes en todo Bihar e incluso los restaurantes lo sirven como parte del menú.

## Significado
Este platillo "Litti Chokha" es una combinación de bolitas elaboradas con harina integral, rellenas con un preparado picante hecho con harina de garbanzos que se conoce popularmente como sattu. Luego, las bolas se asan y se sirven con una guarnición, conocida como chokha, que se prepara con verduras y especias. Dependiendo del método de preparación y los ingredientes utilizados, existen variaciones en la composición de litti. Otros métodos utilizados pueden incluir freír las bolitas. Los ingredientes alternativos utilizados pueden incluir harina de arroz, sémola u otro tipo de harina. La cantidad promedio de calorías presentes en una porción de litti chokha (2 piezas de litti y chokha - 210 g) es de aproximadamente 290 calorías. Los principales ingredientes utilizados en la preparación incluyen harina de trigo integral, sattu, berenjena, patatas, tomates y aceite.